# Midazolam
Il midazolam è un farmaco ipnotico-sedativo a breve durata d'azione con proprietà ansiolitiche, rilassanti muscolari, anticonvulsivanti, sedative, ipnotiche e amnesiche. Appartiene alla classe delle benzodiazepine. Questo farmaco si distingue dagli altri appartenenti a questa classe per la sua rapida insorgenza degli effetti e breve durata d'azione. Il midazolam è disponibile per via orale, rettale, intranasale, intramuscolare e intravenosa ed è stato impiegato in diverse applicazioni biomediche, tra cui la odontoiatria, la chirurgia cardiaca e le procedure endoscopiche come medicazione pre-anestetica e coadiuvante dell'anestesia locale.
Questo farmaco è stato inizialmente approvato dalla FDA degli Stati Uniti nel 1985 e ha successivamente ottenuto l'approvazione per varie indicazioni. Alla fine del 2018, la preparazione intramuscolare è stata approvata dalla FDA per il trattamento dello status epilettico negli adulti. Nel maggio 2019, lo spray nasale di midazolam è stato approvato per il trattamento acuto di episodi distintivi e intermittenti di crisi epilettiche stereotipate nei pazienti di età superiore ai 12 anni. Il midazolam è considerato un farmaco di classe IV negli Stati Uniti a causa del basso potenziale di abuso e del basso rischio di dipendenza.
Somministrabile per via endovenosa, orale e intranasale. Ha un'azione immediata di sedazione, blanda miorisoluzione e amnesia anterograda. Occasionalmente, specie nei soggetti anziani, il suo smaltimento può risultare rallentato. È usato anche come farmaco di induzione dell'incoscienza nei soggetti instabili da un punto di vista emodinamico, proprio perché il farmaco determina una minima depressione cardiorespiratoria.
Il midazolam fu sintetizzato per la prima volta nel 1976 da Fryer e Walser.

## Farmacologia

### Preparazioni farmaceutiche disponibili

#### Nasale
Il midazolam viene utilizzato nella formulazione in spray nasale per il trattamento acuto di episodi intermittenti e stereotipati di attività convulsiva frequente (ad esempio, cluster di crisi, crisi ripetitive acute) che si differenziano dal normale pattern di crisi epilettiche nei pazienti con epilessia di età superiore ai 12 anni.

#### Intravenosa
La formulazione iniettabile endovenosa del midazolam trova indicazione come agente per la sedazione, l'ansiolisi e l'amnesia prima o durante procedure diagnostiche, terapeutiche o endoscopiche, come ad esempio la broncoscopia, la gastroscopia, la cistoscopia, la colonscopia, l'angiografia coronarica, la cateterizzazione cardiaca, le procedure oncologiche, le procedure radiologiche, la sutura di lacerazioni e altre procedure, sia come monoterapia sia in combinazione con altri farmaci depressori del sistema nervoso centrale. Inoltre, il midazolam può essere impiegato pre-operatoriamente come sedativo, ansiolitico e amnestico. È anche indicato per l'induzione dell'anestesia generale, prima dell'uso di altri agenti anestetici, o come coadiuvante nell'anestesia bilanciata. In caso di premedicazione con narcotici, è possibile ottenere un intervallo di dosaggio più stretto e un periodo di induzione più breve combinando il midazolam con il narcotico. Infine, il midazolam può essere somministrato come infusione endovenosa continua per la sedazione dei pazienti intubati e ventilati meccanicamente, come parte di un'anestesia o durante il trattamento in una terapia intensiva.

#### Intramuscolare
La formulazione iniettabile intramuscolare del midazolam viene utilizzata per la sedazione, l'ansiolisi e l'amnesia preoperatoria, nonché per il trattamento dello status epilettico negli adulti.

#### Orale
Lo sciroppo di midazolam è indicato per l'uso pediatrico come sedativo, ansiolitico e amnestico prima di procedure diagnostiche, terapeutiche o endoscopiche, nonché prima dell'induzione dell'anestesia. La sua somministrazione è limitata a contesti monitorati e non è previsto per un uso cronico o domestico.
In Europa, è stata approvata anche una formulazione buccale di midazolam per il trattamento di crisi convulsive prolungate, acute e distintive in neonati, bambini in età prescolare, bambini e adolescenti (da 3 mesi a meno di 18 anni). Per i neonati di età compresa tra 3 e 6 mesi, il trattamento dovrebbe essere effettuato in un ambiente ospedaliero in grado di monitorare il paziente e fornire l'attrezzatura per la rianimazione.

### Meccanismo d'azione
Le benzodiazepine come il midazolam agiscono attraverso il neurotrasmettitore inibitorio dell'acido γ-amminobutirrico (GABA), che è uno dei principali neurotrasmettitori inibitori nel sistema nervoso centrale. Le benzodiazepine aumentano l'attività del GABA, producendo così un effetto sedativo, il rilassamento dei muscoli scheletrici e inducendo sonno, anestesia e amnesia. Le benzodiazepine si legano ai recettori GABA-A, potenziando gli effetti del GABA mediante l'aumento della frequenza di apertura dei canali del cloruro. Questi recettori sono stati identificati in diversi tessuti corporei, compreso il miocardio e i muscoli scheletrici, sebbene siano presenti principalmente nel sistema nervoso centrale.

### Assorbimento

#### Intramuscolare
Dopo l'iniezione intramuscolare di una singola dose di 10 mg di midazolam in soggetti sani, si verifica un rapido assorbimento del farmaco con un tempo mediano di insorgenza degli effetti (Tmax) di 0,5 ore (intervallo: 0,25-0,5 ore). La concentrazione massima nel plasma (Cmax) media del midazolam raggiunge i 113,9 ng/mL (±30,9), mentre l'area sotto la curva (AUC0-∞) media è di 402,7 ng∙h/mL (±97,0).

#### Rettale
Dopo la somministrazione rettale, il midazolam viene rapidamente assorbito, con il raggiungimento della massima concentrazione plasmatica entro 30 minuti. Si stima che circa il 50% del farmaco sia biodisponibile in questa modalità di somministrazione.

#### Intranasale
A seguito dell'inalazione nasale di una singola dose di 5 mg di midazolam in individui sani, si osserva un rapido assorbimento del farmaco con un tempo mediano di insorgenza degli effetti (Tmax) di 17,3 minuti (intervallo: 7,8-28,2 minuti). La concentrazione massima nel plasma (Cmax) media del midazolam raggiunge i 54,7 ng/mL (±30,4), mentre l'area sotto la curva (AUC0-∞) media è di 126,2 ng∙h/mL (±59). Si stima che la biodisponibilità assoluta media sia di circa il 44%.

#### Orale
Nei pazienti pediatrici con un'età compresa tra i 6 mesi e meno di 16 anni, si osserva che i valori medi di Tmax per le diverse dosi (0,25, 0,5 e 1,0 mg/kg) variano da 0,17 a 2,65 ore. Il midazolam manifesta anche un profilo farmacocinetico lineare entro questa gamma di dosi, fino a una dose massima di 40 mg. Si è dimostrata anche la linearità delle dosi nel gruppo di età compreso tra 2 e meno di 12 anni, con 18 pazienti per ciascuna delle tre dosi. A causa del metabolismo di primo passaggio, solo il 40-50% della dose orale somministrata raggiunge la circolazione. Si stima che la biodisponibilità assoluta del midazolam sia di circa il 36%, indipendentemente dall'età o dal peso pediatrico. Inoltre, i valori di Cmax e AUC0-∞ sono stati calcolati nell'intervallo tra 28 e 201 ng/mL e tra 67,6 e 821 ng∙h/mL rispettivamente.

#### Buccale
Dopo l'amministrazione oromucosale, il midazolam viene rapidamente assorbito, raggiungendo la concentrazione plasmatica massima entro 30 minuti nei bambini. La biodisponibilità assoluta del midazolam oromucosale è di circa il 75% negli adulti, mentre è stata stimata intorno all'87% nei bambini affetti da malaria grave e convulsioni. I valori di Cmax e AUC0-∞ sono stati anche calcolati nell'intervallo tra 87 e 148 ng/mL e tra 168 e 254 ng∙h/mL rispettivamente.

### Metabolismo
I processi di biotrasformazione del midazolam sono stati oggetto di studi in vitro utilizzando microsomi epatici umani, i quali hanno indicato che tali trasformazioni sono mediate principalmente dal citocromo P450-3A4 (CYP3A4). Questo enzima è presente sia nella mucosa del tratto gastrointestinale sia nel fegato. Durante il metabolismo del midazolam, l'1-idrossi-midazolam (o alfa-idrossimidazolam) rappresenta la maggior parte dei prodotti di biotrasformazione, costituendo circa il 60-70% del totale. Al contrario, il 4-idrossi-midazolam è presente in quantità inferiore, costituendo meno del 5%. Inoltre, è stato rilevato la presenza di un derivato diidrossi, ma non è stata effettuata una quantificazione precisa. Oltre alla biotrasformazione mediata dal citocromo, il midazolam subisce anche la N-glucuronidazione tramite l'enzima UGT1A4.
Studi sull'infusione endovenosa dell'1-idrossi-midazolam in soggetti umani suggeriscono che questo metabolita possieda una potenza simile al composto madre e possa contribuire all'attività farmacologica complessiva del midazolam. Studi in vitro hanno dimostrato che l'1-idrossi-midazolam e il 4-idrossi-midazolam presentano un'affinità rispettivamente del 20% e del 7% rispetto al midazolam per i recettori delle benzodiazepine.

### Eliminazione
Il metabolita glucuronidato α-idrossimidazolam del midazolam viene escreto nelle urine, mentre non si riscontrano quantità significative del farmaco madre o dei suoi metaboliti nelle urine prima della deconiugazione mediante l'azione dell'enzima beta-glucuronidasi e sulfatasi. Ciò suggerisce che i metaboliti urinari siano principalmente escreti sotto forma di coniugati. La percentuale di midazolam che viene escreto inalterato nelle urine dopo somministrazione endovenosa è inferiore allo 0,5%. Dal 45% al 57% della dose viene escreta nelle urine come coniugato di 1-idrossimetil midazolam. I principali prodotti di escrezione urinaria consistono in coniugati glucuronidati dei derivati idrossilati.
La clearance plasmatica del midazolam risulta superiore nei pazienti che si trovano in posizione supina, in quanto si osserva un aumento del flusso sanguigno epatico compreso tra il 40% e il 60% durante tale posizione. Inoltre, la gravidanza può influenzare il metabolismo del midazolam, determinandone un aumento.

### Tossicità
Il valore della dose letale 50 (LD50) è stimato pari a 215 mg/kg nei ratti.

#### Sovradosaggio
I segni di sovradosaggio possono manifestarsi con eccessiva sedazione, sonnolenza, confusione, compromissione della coordinazione, diminuzione dei riflessi, coma e compromissione delle funzioni vitali. Sono stati segnalati casi gravi di reazioni avverse cardiorespiratorie, talvolta con esiti letali o effetti neurologici permanenti, dopo l'assunzione di midazolam.

#### Considerazioni sulla depressione cardiaca e respiratoria
Si consiglia di monitorare costantemente la funzione cardiaca e respiratoria dopo l'assunzione di midazolam fino a quando il paziente raggiunge una condizione stabile. Sono stati riportati casi di reazioni avverse cardiorespiratorie gravi e potenzialmente pericolose, tra cui depressione dei centri respiratori, ostruzione delle vie aeree, apnea e ipotensione, associati all'uso di midazolam. Si raccomanda di monitorare i pazienti in un ambiente dotato di farmaci per la rianimazione e personale addestrato nell'uso di tali farmaci e nella gestione delle vie respiratorie.

#### Raccomandazioni speciali per popolazioni a rischio
I pazienti a rischio elevato includono gli adulti di età superiore ai 60 anni, i pazienti cronici o debilitati, che possono includere quelli con insufficienza respiratoria cronica, insufficienza renale cronica, alterazioni delle funzionalità epatica o cardiaca, nonché i pazienti pediatrici, soprattutto quelli con instabilità cardiovascolare. Questi pazienti considerati ad alto rischio richiedono dosaggi inferiori e devono essere monitorati in modo continuo per segni precoci di alterazioni delle funzioni vitali, al fine di fornire un'adeguata gestione.

#### Mutagenesi
Nelle prove in vitro e in vivo, il midazolam non ha mostrato genotossicità.

#### Impairment della fertilità
L'assunzione orale di midazolam (0, 1, 4 o 16 mg/kg) prima e durante l'accoppiamento nei ratti maschi e femmine, proseguendo nelle femmine durante la gestazione e l'allattamento, non ha mostrato effetti avversi sulla fertilità maschile o femminile. L'esposizione plasmatica al midazolam (AUC) alla dose più elevata testata era circa sei volte superiore a quella negli esseri umani alla dose umana raccomandata.